# Celle di San Vito
Celle di San Vito är en ort och kommun i provinsen Foggia i regionen Apulien i Italien. Kommunen hade 160 invånare (2017).